# Kitty Prins
Pour les articles homonymes, voir Prins.
Kitty Prins (Groningen, 26 mars 1930 - Wuustwezel, 18 octobre 2000) est une chanteuse country néerlandaise. Mijn Moeders Huis a tenu le haut des charts en 1958 et a été son plus grand succès,. Parfois, elle utilisait le pseudonyme Texas Kitty. 

## Biographie
Prins est active en tant que chanteuse country dans les années 1950 et déménage en Flandre en 1956. À partir des années 1960, Prins présente pendant 23 ans pour la BRT 2 omroep West-Vlaanderen, l'émission country et western, De Country Music Club. Considéré comme le plus populaire d'Europe dans les années 1970, le programme est retiré en 1981. Puis elle edevient active à Radio Gemini (nl). En 1965, elle participe également à Confetti. Prins est internationalement connue comme un entrepreneur de radio et reçoit plusieurs prix pour cela. Elle connait également une renommée en tant qu'artiste en dehors de la Belgique et des Pays-Bas. Elle joue également à Nashville (Grand Ole Opry) et était entre autres amie de Jim Reeves. 
Prins est morte d'un cancer. 

## Discographie[7]
- Alpenjagersbal / Blonde Sepp’l (1955), singel met Olga Lowina
- In De Ezeltrein (Hey-Ho!) (ca 1956), single met Jan Corduwener (1911-1963)
- Nu gaan we 'ne gang ! (), EP met Will Ferdy (1927) en Henk De Bruin (1918-1996)
- Quick-Rock / I Love You (1963), single
- Walkin' Holy Buck (1972), single
- Pioneer Break Down / America (1976) single met Eddy Martin
- The World Blue Chain / No Dogs Allowed (1978), single
- Louise From Louisiana / Waltz Of The Lowlands (1979), single A-zijde Brian Hunt (
- Carmel Beach (1979), single
- Kick 10 / Country Trail (1979), single
- Laat Me Nog Even Blijven (1980), singel
- Big Wheels (1985), singel
- Carmel Beach (1986), singel
- I Like To Play Chopin / Louise From Louisiana (1988), singel

## Hommage
- Best radio promotion (CMA)
- Special Award (CMA Top Station)